# Lista över järnvägstunnlar i Sverige
Det här är en lista över tunnlar för järnväg och liknande spårburen transport i Sverige, ordnade efter längd.

## Järnvägstunnlar
Listan omfattar endast tunnlar längre än 500 meter.
| Namn                                  | Bana                          | Läge                                    | Antal spår                                                               | Längd    | Öppnades   | Kommentar                                                                                      |
| ------------------------------------- | ----------------------------- | --------------------------------------- | ------------------------------------------------------------------------ | -------- | ---------- | ---------------------------------------------------------------------------------------------- |
| Hallandsåstunneln                     | Västkustbanan                 | Båstads kommun                          | dubbelspårig                                                             | 8 722 m  | 2015       | Trafik från 2015.                                                                              |
| Namntalltunneln                       | Botniabanan                   | Sollefteå kommun / Örnsköldsviks kommun | enkelspårig                                                              | 6 001 m  | 2009       | Trafik från 2012.                                                                              |
| Citytunneln                           | Citytunneln                   | Malmö                                   | dubbelspårig                                                             | 5 889 m  | 2010-12-12 | Två stationer, Malmö C och Triangeln, i tunneln.                                               |
| Citybanan                             | Citybanan                     | Stockholm                               | dubbelspårig                                                             | 5 600 m  | 2017       | Två stationer, Stockholm City och Stockholm Odenplan i tunneln.                                |
| Björnböletunneln                      | Botniabanan                   | Örnsköldsviks kommun                    | enkelspårig                                                              | 5 088 m  | 2009       | Trafik från 2012.                                                                              |
| Arlandatunneln                        | Arlandabanan                  | Arlanda flygplats                       | dubbelspårig                                                             | 5 083 m  | 2000-01-10 | station Arlanda C för fjärrtåg inne i tunneln.                                                 |
| Kroksbergstunneln                     | Ådalsbanan                    | Härnösands kommun                       | enkelspårig                                                              | 4 541 m  | 2012       |                                                                                                |
| Norralatunneln                        | Ostkustbanan                  | Söderhamns kommun                       | enkelspårig                                                              | 3 850 m  | 1999       |                                                                                                |
| Trollhättetunneln                     | Norge/Vänerbanan              | Trollhättan                             | dubbelspårig                                                             | 3 557 m  | 2006-11-07 | längd enligt Banverkets informationssystem                                                     |
| Bjässholmstunneln                     | Ådalsbanan                    | Härnösands kommun                       | enkelspårig                                                              | 3 490 m  | 2012       |                                                                                                |
| Åskottunneln                          | Botniabanan                   | Kramfors kommun                         | enkelspårig                                                              | 3 270 m  | 2009       |                                                                                                |
| Varbergstunneln                       | Västkustbanan                 | Varbergs kommun                         | dubbelspårig                                                             | ~3 100 m | 2025       |                                                                                                |
| Nygårdstunneln                        | Norge/Vänerbanan              | Lilla Edets kommun                      | dubbelspårig                                                             | 3 030 m  | 2008-12-15 |                                                                                                |
| Arlanda Express-tunneln[källa behövs] | Arlandabanan                  | Arlanda flygplats                       | dubbelspårig                                                             | 2 690 m  | 1999       | Återvändstunnel. Två stationer i tunneln, Arlanda S och Arlanda N, för flygtåget till Arlanda. |
| Snarabergstunneln                     | Ådalsbanan                    | Kramfors kommun                         | enkelspårig                                                              | 2 411 m  | 2012       |                                                                                                |
| Gårdatunneln                          | Västkustbanan                 | Göteborg                                | dubbelspårig                                                             | 2 163 m  | 1968       | station (Liseberg) inne i.                                                                     |
| Varvsbergstunneln                     | Botniabanan                   | Örnsköldsvik                            | enkelspårig                                                              | 2 065 m  | 2008       |                                                                                                |
| Strängnästunneln                      | Svealandsbanan                | Strängnäs                               | enkelspårig                                                              | 2 057 m  | 1995       |                                                                                                |
| Åsatunneln                            | Västkustbanan                 | Kungsbacka kommun                       | dubbelspårig                                                             | 1 850 m  | 2004       |                                                                                                |
| Kattlebergstunneln                    | Norge/Vänerbanan              | Älvängen                                | dubbelspårig                                                             | 1,8 km   | 2012       |                                                                                                |
| Lidatunneln                           | Grödingebanan                 | Botkyrka kommun                         | dubbelspårig                                                             | 1 780 m  | 1994       |                                                                                                |
| Glödbergstunneln                      | Stambanan genom övre Norrland | Nordmalings kommun                      | enkelspårig                                                              | 1 680 m  | 1995       |                                                                                                |
| Murbergstunneln                       | Ådalsbanan                    | Härnösand                               | enkelspårig                                                              | 1 635 m  | 2012       |                                                                                                |
| Strannebergstunneln                   | Botniabanan                   | Arnäsvall, Örnsköldsviks kommun         | enkelspårig                                                              | 1 435 m  | 2008       |                                                                                                |
| Nuoljatunneln                         | Malmbanan                     | Kiruna kommun                           | enkelspårig                                                              | 1 431 m  | 1990       |                                                                                                |
| Helsingborgstunneln                   | Västkustbanan                 | Helsingborg                             | enkelspårig norra delen, station med fyra spår, dubbelspårig södra delen | 1 380 m  | 1991       | station (Helsingborgs centralstation) inne i.                                                  |
| Karlslundtunneln                      | Grödingebanan                 | Vårsta, Botkyrka kommun                 | dubbelspårig                                                             | 1 295 m  | 1994       |                                                                                                |
| Hjältatunneln                         | Botniabanan                   | Arnäsvall, Örnsköldsviks kommun         | enkelspårig                                                              | 1 250 m  | 2008       |                                                                                                |
| Tröingebergstunneln                   | Västkustbanan                 | Falkenberg                              | dubbelspårig                                                             | 1 170 m  | 2008-06-15 |                                                                                                |
| Kalldalstunneln                       | Botniabanan                   | Arnäsvall, Örnsköldsviks kommun         | enkelspårig                                                              | 1 100 m  | 2008       |                                                                                                |
| Åsbergstunneln                        | Botniabanan                   | Örnsköldsvik                            | enkelspårig                                                              | 1 000 m  | 1955/2008  |                                                                                                |
| Ladubergstunneln                      | Stambanan genom övre Norrland | Älvsbyn                                 | enkelspårig                                                              | 967 m    | 1982       |                                                                                                |
| Hällåsentunneln södra                 | Ostkustbanan                  | Söderhamn                               | enkelspårig                                                              | 955 m    | 1997       |                                                                                                |
| Malmsjötunneln                        | Grödingebanan                 | Vårsta, Botkyrka kommun                 | dubbelspårig                                                             | 895 m    | 1994       |                                                                                                |
| Ödtunnel 4                            | Ådalsbanan                    | Kramfors                                | enkelspårig                                                              | 846 m    | 1958       |                                                                                                |
| Gårdbergstunneln                      | Ådalsbanan                    | Härnösand                               | enkelspårig                                                              | 835 m    | 2012       |                                                                                                |
| Hällåsentunneln norra                 | Ostkustbanan                  | Söderhamn                               | enkelspårig                                                              | 825 m    | 1997       |                                                                                                |
| Hallbergstunneln                      | Ådalsbanan                    | Kramfors                                | enkelspårig                                                              | 787 m    | 2012       |                                                                                                |
| Bergträsktunneln                      | Stambanan genom övre Norrland | Älvsbyn                                 | enkelspårig                                                              | 733 m    | 1982       |                                                                                                |
| Södra stations tunnel                 | Västra stambanan              | Stockholm                               | fyrspårig                                                                | ca 600 m |            | station inne i.                                                                                |
| Läggestatunnel 2                      | Svealandsbanan                | Mariefred                               | dubbelspårig                                                             | 679 m    | 1995       |                                                                                                |
| Gliatunneln                           | Grödingebanan                 | Södertälje(Pershagen)                   | dubbelspårig, separata rör                                               | 657 m    | 1994       | andra röret 691 m                                                                              |
| Stadsgårdstunneln                     | Saltsjöbanan                  | Stockholm                               | enkelspårig                                                              | 638 m    | 1912       |                                                                                                |
| Tunnel under Gamla Uppsala            | Ostkustbanan                  | Gamla Uppsala                           | dubbelspårig                                                             | 610 m    | 2017       |                                                                                                |
| Glumslövstunneln                      | Västkustbanan                 | Glumslöv                                | dubbelspårig                                                             | 610 m    | 1999       |                                                                                                |
| Södra tunneln                         | Västra stambanan              | Stockholm                               | dubbel                                                                   | 590 m    |            |                                                                                                |
| Tullingeskogstunneln                  | Grödingebanan                 | Tullinge                                | dubbelspårig                                                             | 577 m    | 1994       |                                                                                                |
| Pengabergettunneln                    | Blekinge kustbana             | Karlshamn                               | enkelspårig                                                              | 567 m    | 1957       |                                                                                                |
| Båghustunneln                         | Mälarbanan                    | Kallhäll                                | dubbelspårig                                                             | 564 m    | 2001       |                                                                                                |
| Södersjukhusettunneln                 | godsspår                      | Stockholm, Södermalm                    | enkelspårig                                                              | 550 m    | 1939       | Ingen trafik längre.                                                                           |
| Skrea Backe                           | Västkustbanan                 | Falkenberg                              | dubbelspårig                                                             | 575 m    | 2008       |                                                                                                |
| Margretebergstunneln                  | Västkustbanan                 | Halmstads kommun                        | dubbelspårig                                                             | 542 m    | 1985       |                                                                                                |
| Svartvikstunneln                      | Mälarbanan                    | Kungsängen                              | dubbelspårig                                                             | 537 m    | 2001       |                                                                                                |
| Tornehamnstunneln                     | Malmbanan                     | Kiruna kommun                           | enkelspårig                                                              | 532 m    | 1957       |                                                                                                |
| Storängsbergstunneln                  | Södra stambanan               | Norrköpings kommun                      | dubbelspårig                                                             | 520 m    | 1964       |                                                                                                |

## Järnvägstunnlar under byggnad
- Västlänken, Göteborg, ≈6 km, 3 stationer inne i tunneln, påbörjades 2018, oklar tidplan.
- Ersmarkstunneln, 1,6 km[2], den enda tunneln på Norrbotniabanan sträckan Umeå-Skellefteå. Planeras vara färdig 2025.

## Planerade järnvägstunnlar
- HH-tunneln mellan Helsingborg och Helsingör, ≈9 km, osäker tidsplan och genomförande.
- Södertunneln, Helsingborg, 1,3 km, osäker tidsplan.
- Norra tunneln/Tågaborgstunneln, Helsingborg, ≈2 km, oklar tidsplan.
- ett antal mellan Göteborg och Borås, Götalandsbanan, oklar tidsplan.
- under Himmelstalund, Norrköping, Ostlänken, ≈3 km, påbörjas cirka 2025.
- under Kolmården, Norrköping, Ostlänken, ≈8 km, påbörjas cirka 2025.
- tunnel eller överdäckning genom Sundbyberg för fyrspår på Mälarbanan, 1,4 km, påbörjas cirka 2028.[3][4]
- Tripphultstunneln, 2,4 km, vid Östansjö mellan Hallsberg och Motala. Byggstart 2026, trafikstart planeras till 2031.[5]

## Tunnlar inom Stockholms tunnelbana
Detta är de längsta tunnelbanetunnlarna i Sverige, alla tillhörande Stockholms tunnelbana. Samtliga dessa tunnlar har minst en helt eller delvis underjordisk station.
- Nacka-Hjulsta, Blå linjen, ca 22 km, öppnad 1975, 1977 och 1985, Nacka - Kungsträdgården är färdigsprängt och förväntas öppna för trafik 2030.
- Gamla stan-Bergshamra, Röda linjen, 8,5 km, öppnad 1957, 1965, 1973, 1975 och 1978
- Gamla stan-Odenplan-Arenastaden, Gröna linjen, ca 6 km, öppnad 1952 och 1957, Odenplan - Arenastaden är färdigsprängt och förväntas öppna för trafik 2028.
- Husby-Barkarby, Blå linjen, ca 6 km, öppnad 1977, Akalla - Barkarby är färdigsprängt och förväntas öppna 2027.
- Västra skogen-Hallonbergen, Blå linjen, 5,9 km, öppnad 1975
- Slussen-Liljeholmen, Röda linjen, 3,3 km, öppnad 1964
- Sofia-Slakthusområdet, Blå linjen, ca 3 km, tunneln är färdigsprängd och förväntas öppna för trafik 2030.
- Axelsberg-Bredäng, Röda linjen, 2,3 km, öppnad 1965
- Östermalmstorg-Gärdet, Röda linjen, 2,1 km, öppnad 1967
- Söder om Fittja-Hallunda, Röda linjen, 2,0 km, öppnad 1975
- Vårby gård-Masmo, Röda linjen, 2,0 km, öppnad 1972
- Liljeholmen-Örnsberg, Röda linjen, 1,9 km, öppnad 1964
- Liljeholmen-Telefonplan, Röda linjen, 1,7 km, öppnad 1964
- Slussen-Skanstullsbron, Gröna linjen, 1,7 km, äldsta tunneln i tunnelbanan, öppnad 1933
- Bagarmossen-Skarpnäck, Gröna linjen, 1,7 km, öppnad 1994
- Inverness-Mörby centrum, Röda linjen, 1,7 km, öppnad 1978
- Vårberg-söder om Vårbergstoppen, Röda linjen, 1,2 km, öppnad 1972
- Sankt Eriksbron-Lindhagensplan, Gröna linjen, 1,2 km, öppnad 1952, tillkommande överdäckning 2009
- Farsta-Farsta strand, Gröna linjen, 0,9 km, öppnad 1971
- Söder om Sätra-Skärholmen, Röda linjen, 0,9 km, öppnad 1968
- Norr om Gärdet-Ropsten, Röda linjen, 0,6 km, öppnad 1967
- Islandstorget-Blackeberg, Gröna linjen, 0,6 km, öppnad 1952
- Odenplan - Sankt Eriksbron, Gröna linjen, ca 0,6  km, öppnad 1952
- Vällingby, Gröna linjen, 0,4 km, öppnad 1954, tillkommande överdäckning 2008

## Spårvägar
- Hammarkulletunneln, Göteborg, dubbelspårig spårväg, två tunnelrör, 2 034 m, hållplats inne i tunneln.
- Chalmerstunneln, Göteborg, dubbelspårig spårväg, två tunnelrör, 1000 m
- Frölundatunneln, Göteborg, 400 m
- Fem ytterligare mot Bergsjön i Göteborg, de två längsta är 450 m.

- Tranebergstunneln, Tvärbanan, Stockholm, cirka 800 m
- Årstadalstunneln, Tvärbanan, Stockholm, cirka 500 m
- Tunnel under Frösundaleden, Tvärbanan, Solna, cirka 300 m
- Alvikstunneln, Tvärbanan, Stockholm, cirka 200 m
- Tvärbanan har också två andra tunnlar (105 och 60 m).

## Underjordiska stationer
- Arlanda: Arlanda C, Arlanda norra, Arlanda södra
- Odenplan
- Stockholm City
- Stockholms södra station
- Lisebergs station, Göteborg
- Helsingborg C
- Malmö C nedre
- Triangelns station, Malmö
- Stockholms tunnelbana, 47 stationer av totalt 100
- Göteborgs spårväg, 2 st (Hammarkullen och Frölunda torg)

Under byggnad eller planerade: 
- Västlänken, Göteborg, under byggnad, oklar tidsplan, 3 stationer
  - Göteborgs centralstation
  - Haga
  - Korsvägen.
- Sundbyberg, oklar tidsplan
- Landvetter flygplats, Götalandsbanan, planerad, ej beslutad